# جامع عمار بن ياسر (ديالى)
جامع عمار بن ياسر هو من مساجد العراق التاريخية الأثرية في ديالى، ويقع في المنصورية منطقة دلي عباس، ولقد بني عام 1226 هـ/1812م تقريباً، في عهد الدولة العثمانية، ومن أهم الذين خدموا في الجامع بصفته إمام هو الملا علي الذي توفي عام 1995م، وآخر ترميم للجامع كان من قبل ديوان الوقف السني في العراق عام 2005م.
وتبلغ مساحة الجامع 800م2 تقريباً، وفيهِ مصلى يتسع لأكثر من مائة مصلٍ، وتعلوهُ مئذنة بسيطة مثبتة على برج مصنوع من الحديد. وتقام في الجامع حالياً صلاة الجمعة وصلاة العيدين والصلوات الخمس المكتوبة.